# Chisel Jersey (manzana)
Chisel Jersey es el nombre de una variedad cultivar de manzano (Malus domestica). Un híbrido de manzana diploide de Parental desconocido, se cree que el origen es Devon o Somerset. Es una antigua variedad de manzana para sidra que se sabe que se ha cultivado ampliamente en la zona de Martock en Somerset. "Cincel" puede derivarse de la antigua palabra del dialecto "chesil", que significa un guijarro, y se refiere al aspecto pequeño y rojizo y la dureza de la manzana. El término "Jersey" o "Jaysey" se aplica a las manzanas de sidra de tipo agridulce en Somerset; los términos varietales equivalentes en Herefordshire y Gloucestershire son "Norman" y "French", respectivamente.

## Historia
'Chisel Jersey' es una variedad de manzana, híbrido de manzana diploide de Parental desconocido. Se cree que 'Chisel Jersey' se originó en el siglo XIX en Martock y durante aproximadamente un siglo se plantó poco fuera del área inmediata. A mediados del siglo XX se plantó más ampliamente en huertos comerciales en Somerset y Dorset, y todavía se puede encontrar a pesar de la destrucción posterior de muchos huertos más antiguos. En el distrito de Martock, se creía que 'Chisel Jersey' era uno de los padres del cultivar comercialmente importante 'Dabinett', una creencia respaldada por investigaciones posteriores de la Estación de Investigación Long Ashton.
'Chisel Jersey' está cultivada en diversos bancos de germoplasma de cultivos vivos tales como en National Fruit Collection (Colección Nacional de Fruta) de Reino Unido con el número de accesión: 1989-072 y nombre de accesión 'Chisel Jersey'. También se encuentra ejemplares vivos en el huerto colección de manzanas para la elaboración de sidra del "Tidnor Wood National Collection® of Malus".

## Características
'Chisel Jersey' es un árbol de un vigor moderadamente vigoroso, con un hábito extendido. Buen cultivo, produce una buena cosecha bianual. Tiene un tiempo de floración que comienza a partir del 16 de mayo con el 10% de floración, para el 18 de mayo tiene una floración completa (80%), y para el 25 de mayo tiene un 90% caída de pétalos.
'Chisel Jersey' tiene una talla de fruto medio a pequeño; forma cónica redondeada a redondeada, a veces con contorno irregular abultada con una altura promedio de 45,65 mm y una anchura de 58,4 mm; con nervaduras de débiles a medias y corona débil; epidermis en la que el agrietamiento es común, tiende a ser dura suave con color de fondo es verde con un sobre color rubor rojo sobre todo en la cara expuesta al sol, y marcado con rayas de rojo algo más intenso, importancia del sobre color medio, y patrón del sobre color raya / chapa, algunas manchas de ruginoso-"russeting", especialmente alrededor de la cavidad del tallo y se extiende a través del hombro hacia las caras, presenta escasas lenticelas medianas a pequeñas, ruginoso-"russeting" (pardeamiento áspero superficial que presentan algunas variedades) bajo; cáliz es pequeño y semicerrado, asentado en una cuenca estrecha y poco profunda; pedúnculo es de longitud medio y de un calibre grueso, colocado en una cavidad muy poco profunda y estrecha; la carne se describe como agridulce.
Su tiempo de recogida de cosecha se inicia a mediados de noviembre. Hay que utilizarla nada más cosechada.

## Usos
La variedad de manzana 'Chisel Jersey' es una excelente manzana para elaborar sidra, tiene un jugo agridulce y altamente astringente, se clasifica como una variedad de tipo "agridulce" (ºBrix: 14) en la clasificación estándar de manzanas para sidra, siendo alta en tanino (Taninos: >0.2 por ciento) y baja en ácido málico (Acidez: <0.45 por ciento).
No se utiliza ni como postre de mesa ni en cocina debido a su amargor.

## Ploidismo
Diploide auto estéril, aunque buena fuente de polen para otras variedades. Grupo de polinización: F, día de polinización: 22.